# 21118 Геціммерман
21118 Геціммерман (21118 Hezimmermann) — астероїд головного поясу, відкритий 24 вересня 1992 року.
Тіссеранів параметр щодо Юпітера — 3,491.